# De nieuwe Uri Geller
De nieuwe Uri Geller was een Nederlands televisieprogramma waarin mentalisten de strijd met elkaar aangaan. De eerste aflevering werd op 26 januari 2008 uitgezonden door SBS6. Het programma werd het eerste seizoen gepresenteerd door Tooske Ragas en Henkjan Smits. De eerste aflevering werd gepresenteerd door Marlayne Sahupala en Henkjan Smits omdat Ragas griep had. Het tweede seizoen werd door Tooske Ragas en Patty Brard gepresenteerd. Het derde seizoen werd door Patty Brard en Beau van Erven Dorens gepresenteerd.
Het televisieprogramma is gebaseerd op het Amerikaanse televisieprogramma Phenomenon van NBC en het Israëlische programma The Successor. Tijdens het eerste seizoen werd het programma rechtstreeks uitgezonden vanuit studio 32 in de Duitse stad Keulen, waarvandaan ook de Duitse versie The Next Uri Geller werd uitgezonden. In het tweede en derde seizoen kwam het programma rechtstreeks uit Studio 24 in Hilversum.
Het programma was voorafgaand aan de eerste uitzending controversieel omdat wereldwijd wordt getwijfeld aan de gaven waarover Uri Geller zou beschikken.
In 2015 werd bij SBS6 een soortgelijk programma uitgezonden onder de titel Mindmasters Live. Dit programma werd echter niet goed gewaardeerd door de kijkers, waardoor de kijkcijfers tegenvielen en het programma al na twee afleveringen werd stopgezet.

## Format
In acht rechtstreekse uitzendingen wordt naar de opvolger van "mentalist" Uri Geller gezocht, iemand die soortgelijke acts kan doen. In de eerste aflevering laten vijf personen hun act zien, waarvan er vier doorgaan. In de tweede aflevering laat de tweede groep van vijf personen hun act zien, waarna er nogmaals vier personen doorgaan. Uri Geller is bij elke aflevering aanwezig en kan de persoon wiens act hij het meest waardeerde immuniteit garanderen. De andere kandidaten vallen af door het stemmende publiek. Uiteindelijk zal een winnend persoon overblijven.
Tijdens de uitzending komen ook ervaringen van kijkers aan bod. Mensen kunnen naar het callcenter bellen of filmpjes insturen die gerelateerd zijn aan vreemde gebeurtenissen die zij tijdens de uitzendingen ervoeren.

## Seizoen 1

### Mentalisten
| Naam                                       | Leeftijd | Extra                |
| ------------------------------------------ | -------- | -------------------- |
| Ramana                                     | 30       | De nieuwe Uri Geller |
| Hayashi                                    | 34       | Tweede               |
| Rob Mollien en Emiel Lensen of Rob & Emiel | 33 en 32 | Derde                |
| Rinke Jacobs                               | 24 of 25 | Exit in liveshow 7   |
| Aaron Crow (Aaron Verbeke)                 | 36       | Exit in liveshow 6   |
| Viet Thanh Huynh                           | 32       | Exit in liveshow 5   |
| Richard Stooker                            | 36       | Exit in liveshow 4   |
| "Mental" Carlo                             | 51       | Exit in liveshow 3   |
| Enteny Smulders                            | 36       | Exit in liveshow 2   |
| Owen Darque                                | 38       | Exit in liveshow 1   |

### Call-out order
| Order | Show 1  | Show 2      | Show 3      | Show 4     | Show 5      | Show 6 (¼ finale) | Show 7 (½ finale) | Show 8 (finale) |
| ----- | ------- | ----------- | ----------- | ---------- | ----------- | ----------------- | ----------------- | --------------- |
| 1     | Hayashi | Rinke       | Ramana      | Viet Thanh | Aaron       | Ramana            | Rob & Emiel       | Ramana          |
| 2     | Ramana  | Rob & Emiel | Aaron       | Rinke      | Ramana      | Rinke             | Ramana            | Hayashi         |
| 3     | Carlo   | Richard     | Rob & Emiel | Hayashi    | Rinke       | Rob & Emiel       | Hayashi           | Rob en Emiel    |
| 4     | Aaron   | Viet Thanh  | Carlo       | Richard    | Hayashi     | Hayashi           | Rinke             |                 |
| 5     | Owen    | Enteny      |             |            | Rob & Emiel | Aaron             |                   |                 |
| 6     |         |             |             |            | Viet Thanh  |                   |                   |                 |

 Deze mentalist kreeg immuniteit van Uri Geller
 Deze mentalist moest naar huis
 Deze mentalist is de nieuwe Uri Geller

### Bekende Nederlanders in de liveshows
In De nieuwe Uri Geller zijn er elke week bekende Nederlanders aanwezig die betrokken worden bij de acts van de mentalisten. De vaste gast in elke uitzending was Patty Brard. Hieronder een overzicht van de andere bekende Nederlanders die bij de shows aanwezig waren:
- Liveshow 1: Floortje Smit, Alberto Stegeman
- Liveshow 2: Nada van Nie, Geert Hoes, Gallyon van Vessem
- Liveshow 3: Irene van de Laar, Giel Beelen, Ellemieke Vermolen
- Liveshow 4: Arend Langenberg, Lieke van Lexmond
- Liveshow 5: Glennis Grace, Viktor Brand, Rob Geus
- Liveshow 6: Maaike Jansen, Koert-Jan de Bruijn, Kim-Lian van der Meij
- Liveshow 7: Jan Vayne, Natasja Froger, Wilma Nanninga
- Liveshow 8: Marlayne Sahupala, Andre van der Toorn, Bridget Maasland, Mari van de Ven

### Bijzonderheden
- Deelnemer Hayashi deed, een week voor De nieuwe Uri Geller begon, mee aan de Duitse versie van het programma. Hij deed daar een act met 1 mes en vijf kokers. Een week later deed hij met dezelfde act mee aan De nieuwe Uri Geller. Opvallend was dat Hayashi door Uri tot ‘winnaar’ werd uitgeroepen (Hayashi kreeg immuniteit), terwijl hij in Duitsland werd weggestemd. Later deed Hayashi ook mee aan de Hongaarse versie van het programma, waar hij ook na de eerste show werd weggestemd.
- Richard deed in liveshow 4 een act met een kist. De BN'ers moesten door een kleur en een land te raden weten wat er in de kist zou zitten. Op een gegeven moment vroeg Richard aan Lieke van Lexmond een driecijferig getal. Ze zei 1097, maar Richard maakte er 097 van. Uiteindelijk bleek er in de kist een motor te zitten met het kenteken 097.
- In liveshow 6 deed Aaron Crow een act met een giftige stof. Deze zorgde voor een chemische reactie in een glas, waarbij er vuur en rook vrijkwam. Echter, toen hij de stof in hetzelfde glas deed aan het einde van de act mislukte de chemische reactie. Pas een paar minuten later (nadat de act al was afgelopen) kwam er rook vrij in het glas waar de stof in zat.
- Aaron Crow deed later ook mee aan de tweede Duitse versie van De nieuwe Uri Geller maar werd in liveshow 2 weggestemd.
- Richard kwam in 2010 met de show Mentalisten Ontmaskerd. Hierin ontmaskert hij de mentalisten uit De nieuwe Uri Geller. De show is te zien op RTL 5.

## Seizoen 2
Seizoen 2 van De nieuwe Uri Geller ging van start op 9 januari 2009. Er doen deze keer twaalf mentalisten mee aan het programma. In dit seizoen vervangt Patty Brard de plek van Henkjan Smits.

### Mentalisten
| Naam                                       | Bijnaam                         | Extra                |
| ------------------------------------------ | ------------------------------- | -------------------- |
| "Kinetic" Yelle en Ghani                   | Mentaal wonderkind              | De nieuwe Uri Geller |
| Hayashi (zie beneden voor meer informatie) | The Mask                        | Tweede               |
| Vincent                                    | De duivelskunstenaar/De vampier | Derde                |
| Jochem Nooyen                              | De Joker                        | Exit in liveshow 8   |
| Reinder                                    | De spirituele wereldreiziger    | Exit in liveshow 8   |
| Victor Mids                                | De wonderdokter                 | Exit in liveshow 7   |
| Michel                                     | De misdaadhypnotiseur           | Exit in liveshow 6   |
| Robert de Vries                            | De stoere waaghals              | Exit in liveshow 5   |
| Winfried en Angelique                      | De genetische zielsverwanten    | Exit in liveshow 4   |
| Peter en Ronald                            | De gedachtenlezers              | Exit in liveshow 3   |
| Manro                                      | De dierenfluisteraar            | Exit in liveshow 2   |
| Christian Farla                            | De man onder stroom             | Exit in liveshow 1   |

### Call-out order
| Order | Show 1          | Show 2                | Show 3          | Show 4                | Show 5         | Show 6   | Show 7 (1/4 finale) | Show 8 (1/2 finale) | Show 9 (finale)    |
| ----- | --------------- | --------------------- | --------------- | --------------------- | -------------- | -------- | ------------------- | ------------------- | ------------------ |
| 1     | Reinder         | The Mask              | Robert          | Michel                | Yelle en Ghani | Jochem   | Yelle en Ghani      | Yelle en Ghani      | Yelle en Ghani     |
| 2     | Yelle en Ghani  | Winfried en Angelique | Yelle en Ghani  | The Mask              | Reinder        | The Mask | Vincent             | The Mask            | The Mask (Hayashi) |
| 3     | Robert          | Michel                | Reinder         | Jochem                | Vincent        | Victor   | Jochem              | Vincent             | Vincent            |
| 4     | Peter en Ronald | Jochem                | Victor          | Vincent               | Robert         | Michel   | The Mask            | Jochem              |                    |
| 5     | Victor          | Vincent               | Peter en Ronald | Winfried en Angelique |                |          | Reinder             | Reinder             |                    |
| 6     | Christian       | Manro                 |                 |                       |                |          | Victor              |                     |                    |

 Deze mentalist kreeg immuniteit van Uri Geller
 Deze mentalist moest naar huis
 Deze mentalist is de nieuwe Uri Geller
 Deze mentalist is tweede
 Deze mentalist is derde

### Bekende Nederlanders in de liveshows
- Liveshow 1: Brandi Russell, Maurice Wijnen, Antje Monteiro, Catherine Keyl
- Liveshow 2: Inge de Bruijn, Ron Link, Kim Feenstra, Melody Klaver
- Liveshow 3: Marijke Helwegen, Chimène van Oosterhout, Rebecca, Evert Santegoeds
- Liveshow 4: Roxeanne Hazes, Evelien de Bruijn, Maik de Boer, Dries Roelvink
- Liveshow 5: Kelly van der Veer, Christophe Haddad, Glennis Grace, Jeroen Nieuwenhuize
- Liveshow 6: EliZe, Robin Zijlstra, Suzanne de Jong, Cilly Dartell
- Liveshow 7: Viktor Brand[6] , Milika Peterzon, Belle Pérez, Ferri Somogyi en Esther Oosterbeek.
- Liveshow 8: Marga Scheide, José Hoebee, Tim Oliehoek, Erik van der Hoff, Boer Frans (bekend van Boer zoekt Vrouw)
- Liveshow 9: Nance, Jasmine Sendar, Ewout Genemans, Melody Klaver en Joey van der Velden

### Gastoptredens
Tijdens deze serie kwamen er ook twee gastoptredens voor van mentalisten die aan het eerste seizoen deelnamen aan De nieuwe Uri Geller.
- Liveshow 5: Rob en Emiel
- Liveshow 6: Hayashi

### Bijzonderheden
- De ware identiteit van deelnemer “The Mask” bleef gedurende het hele seizoen een geheim en leidde onder andere in de media tot veel speculatie over wie hij was. Onder andere illusionist Hans Klok werd ervan verdacht The Mask te zijn. In de finale onthulde hij zichzelf uiteindelijk als Hayashi, de deelnemer die in het eerste seizoen tweede werd.
- Op 15 januari ging het mis tijdens de repetitie van een act van het duo Winfried en Angelique. Angelique kroop in een kartonnen doos waar Winfried vervolgens speren in stak. Door hun "mentale band" had Winfried precies moeten weten waar hij moest steken om Angelique niet te raken. Dat ging echter gruwelijk mis. Angelique werd geraakt door een van de speren en werd met spoed naar de Eerste Hulp gebracht. Uiteindelijk ging het in de liveshow wél goed met de act.
- Mentalist Vincent kreeg in de show regelmatig conflicten met Uri vanwege zijn controversiële acts en uiterlijk. Zo gebruikte hij vaak bloed en bloedzuigers in zijn optredens. Daarom werd hij vaak Vampier Vincent genoemd. Ondanks de ruzies werd hij nooit naar huis gestuurd en haalde hij het tot de finale.
- Mentalisten Michel en Victor zijn allebei mentalisten die eerst vrij positief commentaar kregen van Uri, maar vervolgens van Uri kritiek kregen dat hun acts te veel hetzelfde thema volgen. Beide mentalisten werden ook weggestemd in de show waarin ze de kritiek kregen.
- Glennis Grace en Viktor Brand zijn de enige twee gasten die zowel in seizoen 1 als seizoen 2 van het programma te gast waren.
- Yelle is de eerste vrouwelijke en de jongste mentalist ter wereld die de nieuwe Uri Geller is.
- Victor werd later bekend door zijn show Mindf*ck, waarin hij illusionistische trucs vertoont en de werking van het menselijk brein verklaart.

## Seizoen 3
Op 5 februari 2010 startte het derde seizoen van De nieuwe Uri Geller op SBS6. Ditmaal in een nieuw format. Zo is er een voorronde geïntroduceerd met een jury. De mentalisten moesten zichzelf eerst bewijzen voor de jury, voordat zij tijdens de liveshow op het podium mogen stappen om hun act te vertonen. Op 19 maart werden de eerste grote liveshows uitgezonden. De jury bestond uit Patty Brard, Michaël van Buuren en Rob en Emiel, die ook in het eerste seizoen meededen.

### Call-out order
| Order | Show 1    | Show 2     | Show 3    | Show 4            | Show 5    | Show 6            | Show 7 (¼ finale) | Show 8 (½ finale) | Show 9 (Finale)          |
| ----- | --------- | ---------- | --------- | ----------------- | --------- | ----------------- | ----------------- | ----------------- | ------------------------ |
| 1     | Brady     | Niels      | Sudesh    | Philippart        | Rinke     | She Mask          | She Mask          | Nuno              | The Joker (Andrew Melia) |
| 2     | The Joker | She-Mask   | Brady     | Rosan & Francis * | Sudesh    | Philippart        | Sudesh            | The Joker         | Sudesh                   |
| 3     | Sudesh    | Philippart | The Joker | She-Mask          | The Joker | Rosan & Francis * | Rosan & Francis * | Rinke             | She Mask (Sittah Koene)  |
| 4     | Nuno      | Fernando   | Rinke     | Niek              | Nuno      | Fernando          | Rinke             | Sudesh            | Rinke                    |
| 5     | Rinke     | Niek       | Nuno      | Fernando          | Brady     | Niek              | The Joker         | She Mask          | Nuno                     |
| 6     | Mike      | Rinse      | Joke *    | Niels             |           |                   | Nuno              | Rosan & Francis * |                          |
| 7     | Kevin     | Ger & Nick |           |                   |           |                   | Philippart        |                   |                          |

 Deze mentalist kreeg immuniteit van Uri Geller
 Deze mentalist moest naar huis
 Deze mentalist werd weggestuurd door Uri Geller
 Deze mentalist is de nieuwe Uri Geller
* Uri Geller deelde 2 Wildcards uit, omdat hij het niet eens was met de keuzes van de jury.
- De Eerste Wildcard was voor Joke.
- De Tweede Wildcard was voor Rosan en Francis.

### Bekende Nederlanders in de liveshows
- Liveshow 1: Lauren Verster, Manuëla Kemp, Thijs Willekes, Wesley Klein
- Liveshow 2: Dré Hazes, Roxeanne Hazes, Bonnie St. Claire, Dewi Pechler
- Liveshow 3: Geert Hoes, Anita Heilker, Gerard Joling, Marlayne Sahupala
- Liveshow 4: Hans Kraay jr., Bart Boonstra, Robin Zijlstra, Corrie Konings
- Liveshow 5: Rob Geus, Maurice Wijnen, Marga Scheide, José Hoebee
- Liveshow 6: Jasmine Sendar, Antje Monteiro, Charly Luske
- Kwartfinale: Kim Stolker, Barrie Stevens, Christophe Haddad, Kristel Roulaux
- Halve finale: Jody Bernal, Nance Coolen, Marga Bult, Koos
- Finale: Viktor Brand, Robert Schoemacher, Babette van Veen, Christina Curry

Elke Liveshow: Patty Brard en Beau van Erven Dorens

### Gastoptredens
- Liveshow 5: Yelle en Ghani
- Liveshow 6: Vincent
- Liveshow 7: Rob & Emiel, deden eerder in het 2e seizoen ook een extra optreden

### Bijzonderheden
- Uri Geller kwam pas in beeld toen de liveshows begonnen, tijdens de audities was hij geen onderdeel van de jury. Na het bekijken van audities was hij het echter dusdanig oneens met de jury, dat hij twee kandidaten een wildcard gaf voor de liveshows: Joke, en het duo Rosan & Francis.
- Gedurende de liveshows stuurde Uri Geller enkele kandidaten naar huis. In de eerste liveshow onderbrak hij de act van Kevin omdat hij deze van dusdanig laag niveau vond, en in de zesde liveshow stuurde hij Niek weg nadat zijn act voor de tweede keer mislukte.
- Na het succes van 'The Mask' vorig jaar, deden er dit seizoen twee mystery guests mee: de She-Mask en The Joker. Net als bij de Mask werd hun ware identiteit het hele seizoen verborgen gehouden, wat wederom tot veel speculatie leidde. Volgens bronnen zou deze eerste de illusioniste Sittah zijn, en de tweede de Britse goochelaar Andrew Melia.[7] In de finale bleken deze geruchten waar te zijn.
- In de 6e liveshow gaf de She-Mask een act waarin de aanwezige bekende Nederlanders de ware She-Mask moesten kiezen uit zes mogelijkheden. Toen Patty aan het begin van de uitzending haar keuze maakte, bleek onder dat masker Vincent te zitten, een kandidaat uit het vorige seizoen die een gastoptreden kwam verzorgen.
- In de 6e liveshow vermeldde Uri Geller dat hij alle acts even goed vond en daarom gaf hij geen immuniteit.
- The Joker deed in de 4e liveshow geen act, maar hij was toch de hele uitzending aanwezig. Zo verscheen hij bijvoorbeeld na de act van 'She-Mask' en bij de uitslag.
- Viktor Brand was de enige bekende Nederlander, die in zowel het eerste, tweede als derde seizoen aanwezig was.